# جيسيكا فوكس (ممثلة)
جيسيكا فوكس (بالإنجليزية: Jessica Fox)‏ هي مغنية وممثلة بريطانية، ولدت في 19 مايو 1983 في باكينغهامشير في المملكة المتحدة.

## وصلات خارجية
- جيسيكا فوكس على موقع IMDb (الإنجليزية)
- جيسيكا فوكس على موقع روتن توميتوز (الإنجليزية)
- جيسيكا فوكس على موقع ألو سيني (الفرنسية)
- جيسيكا فوكس على موقع أول موفي (الإنجليزية)
- جيسيكا فوكس على موقع قاعدة بيانات الأفلام السويدية (السويدية)
- جيسيكا فوكس على موقع قاعدة بيانات الفيلم (الإنجليزية)
- جيسيكا فوكس على موقع كينوبويسك (الروسية)